# 공유수면
공유수면(公有水面,public waters)은  법률용어로서 국가나 공공 단체의 소유로 공공의 이익에 제공되는 수면. 바다, 강, 하천 따위의 수면이다. 국제법상 배타적 경제수역과 영해 그리고 간석지등으로 이루어진다.

## 공유수면과 바닷가
|                                   |
| 예시 - 배타적 경제수역과 공유수면 |

## 간석지
간석지(干潟地)는 밀물 때는 물에 잠기고 썰물 때는 물 밖으로 드러나는 모래 점토질의 평탄한 땅. 펄 갯벌, 혼성 갯벌, 모래 갯벌 따위가 있으며 생물상이 다양하게 분포한다.
한편 간석지와 지적공부상의 지적공부선은 바닷가를 중간지대로 해서 나뉜다.

## 같이 보기
- 공해